# Wörterberg
Wörterberg (en húngaro: Vörthegy) es una ciudad localizada en el Distrito de Güssing, estado de Burgenland, Austria.
- Datos: Q662336
- Multimedia: Wörterberg / Q662336

1. ↑  Worldpostalcodes.org, código postal n.º 8293.